# Alt porn

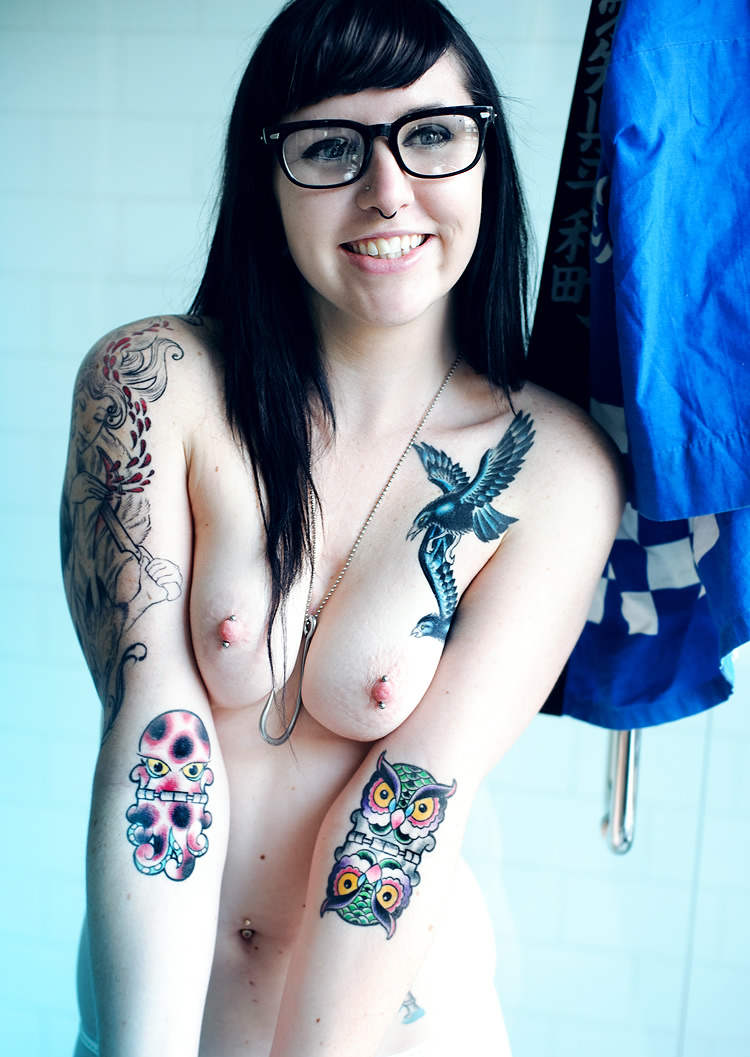
Alt-Porn-Model mit Brustwarzen-Piercing

Alt porn /ɔːlt pɔrn/ (auch bekannt als alt-porn, altporn, alternaporn oder einfach nur alt) ist die englischsprachige Abkürzung für alternative Pornografie. Merkmal des alt porn sind Darsteller aus Subkulturen (zum Beispiel Punks, Emos, Goths oder Skater), meist mit körperlichen Veränderungen wie Tätowierungen, Piercings oder gefärbten Haaren. Alt porn wird oft von kleinen und unabhängigen Websites oder Filmemachern produziert. Auch der Begriff Indie Porn ist manchmal üblich, obwohl dieser mehr allgemein für unabhängige Pornografie steht, losgelöst von einer Orientierung an alternativen Subkultur.

## Entstehungsgeschichte
Während speziell in Richtung Subkultur orientierte Pornografie nicht vor den 1990er Jahren entstand, werden die Arbeiten von Gregory Dark, David Aaron Clark, Michael Ninn und Stephen Sayadian von einigen als Vorgänger des alt porn angesehen. Das Cinema of Transgression oder Richard Kern und Nick Zedd (genau wie Kerns spätere fotografische Arbeiten) können auch als frühe Beispiele von alt porn angesehen werden.
Erstmals widmete sich das Hochglanzmagazin Blue Blood explizit der „subkulturellen Erotik“. Es startete im Jahr 1992 und zeigte Models mit einem Gothic- oder Cyberpunk-Look. Der größte Markt für alt porn entwickelte sich jedoch im Internet. Neben einigen kurzlebigen privaten Websites war die erste explizite Alt-Porn-Website GothicSluts.com von Blue Blood zu Beginn des Jahres 1999, gefolgt von Raverporn.net (umbenannt in EroticBPM.com) im Juli desselben Jahres und von NakkidNerds im Dezember. Supercult startete im Jahr 2000, gefolgt von SuicideGirls im Jahr 2001, die die populärste und finanziell lukrativste Alt-Porn-Website wurde. Mit dem Erfolg von SuicideGirls ist die Anzahl der Alt-Porn-Websites seit 2002 enorm gestiegen. Neben den erwähnten Websites gehören BurningAngel.com und GodsGirls.com zu den bekannten Websites.
Die Begriffe Alternative Pornografie oder alt porn wurden in den frühen 2000er Jahren in Bezug auf SuicideGirls, RaverPorn und ähnliche Seiten kreiert; langjährige Projekte, wie Blue Blood, nutzten allgemein Begriffe wie subcultural erotica.
Alt-Porn-Websites unterscheiden sich oft von anderen „normalen“ Pornoseiten durch das Angebot an Message Boards, Blogs, Social networking und anderen Tools von Online-Gemeinschaften, die Models und Nutzer zur Kommunikation anregen.

## Videos
Videos des Genre alt porn stellen mittlerweile eine wachsende Nische im Hardcore-Markt dar. Im Jahr 2001 wurden zwei Amateurvideos mit dem Titel Technosex produziert, die Models aus der Rave-Szene zeigen und mit einem Techno-Soundtrack unterlegt sind. Ab 2004 produziert der Regisseur Eon McKai Alt-Porn-Videos für die Produktionsfirma VCA, eine Mainstream-Hardcore-Firma, und im Jahr 2006 wechselte er zu Vivid Entertainment Group, um unter dem neuen Label Vivid-ALT alternative Pornofilme zu drehen. Vivid-ALT hat auch die Regisseure Dave Naz, Octavio Winkytiki, Benny Profane, Dana DeArmond und Vena Virago unter Vertrag. Zu den bekannten Darstellern des Genres zählen Joanna Angel, Justine Joli, Katja Kassin, Dana DeArmond, Kurt Lockwood, Rob Rotten, Sasha Grey, Mia und Ava Rose, Kleio Valentien und Charlotte Stokely. Im Jahr 2005 erhielt der Film Stuntgirl des Regisseurs Jack the Zipper bei den AVN Awards die Auszeichnungen Best All Sex Release, Best Couples Sex Scene – Video (Angelica Costello und Manuel Ferrara) sowie Best Director – Non Feature.

## Filmauswahl
- Joanna Angel: Joanna Angel's Guide 2 Humping (2006)
- Guy Capo: Gothsend 1–4 (2004–2005), Klub Slutz (2007)
- Rick Davis: Punk Rock Pussy (2006)
- Dana DeArmond: Dana DeArmond does the Internet, Role Modeling (2007)
- Vonn Fink: Sister Midnite (2007)
- Joe Gallant: The Skin Trade (2007)
- Kimberly Kane: Morphine (2008), Triple Ecstasy (2006)
- Eon McKai: Art School Sluts (2004), Kill Girl Kill 1–3 (2005), Neu Wave Hookers (2005), Girls Lie (2006), Debbie Loves Dallas (2007), Doll Underground (2008)
- Dave Naz: Sugar Town (2008), Skater Girl Fever (2006)
- Antonio Passolini: The Ozporns (2002), Café Flesh 3 (2003)
- Benny Profane: Hospital (2008), Bullets & Burlesque (2008)
- Vena Virago: Honey Bunny, Eatside Story
- Octavio Winkytiki: The Bad Luck Betties, Man’s Ruin, The ReBelle Rousers (2006)
- Jack the Zipper: Stuntgirl (2004), Blacklight Beauty (2005), Razordolls (2006)